# Несгибаемая Кимми Шмидт
«Несгибаемая Кимми Шмидт» (англ. Unbreakable Kimmy Schmidt) — американский комедийный сериал, созданный Тиной Фей и Робертом Карлоком. Главную роль в сериале сыграла Элли Кемпер. Премьера сериала состоялась 6 марта 2015 года на Netflix, длился сериал четыре сезона, последняя серия вышла 25 января 2019 года. 12 мая 2020 года вышел интерактивный финальный спецвыпуск сериала «Несгибаемая Кимми Шмидт: Кимми против преподобного». Сериал высмеивает пороки, множество глубоких убеждений, табу, культурные и политико-социально-экономические особенности американского общества.
На протяжении всего показа сериал получил множество положительных откликов от критиков, а критик Скотт Меслоу назвал его «первым великим ситкомом эпохи потокового вещания». Сериал получил в общей сложности двадцать номинаций на премию «Эмми» в прайм-тайм, в том числе четыре номинации на премию «Эмми» в категории «Лучший комедийный сериал» и одну номинацию на премию «Эмми» в категории «Лучший телевизионный фильм» за интерактивный финальный спецвыпуск сериала «Несгибаемая Кимми Шмидт: Кимми против преподобного».

## Сюжет
Кимми Шмидт (Элли Кемпер) училась в восьмом классе, когда её похитил преподобный Ричард Уэйн Гэри Уэйн (Джон Хэмм). Преподобный держал Кимми и трёх других женщин в плену в течение 15 лет в подземном бункере и убедил их, что ядерный апокалипсис уничтожил всё живое на Земле оставив их единственными выжившими из всего человечества.
В начале первой серии первого сезона полиция вызволяет женщин из бункера, и они отправляются на Today Show в Нью-Йорке и становятся известными в СМИ как «Женщины-кроты Индианы». Хоть, из-за того, что Кимми похитил преподобный когда она была ещё ребёнком и удерживал её в плену в бункере в течение 15 лет, её отношение к миру и людям во многом осталось детским, наивном и позитивном, но похищение и жизнь в бункере в течение 15 лет только усилии её внутренние качества такие как «несгибаемость», стойкость и крепость духа. После шоу Кимми решает, что не хочет возвращаться в родной город Дюрансвиль, штат Индиана, и не хочет, чтобы все считали её жертвой, и вооружившись только позитивным настроем, она начинает новую и самостоятельную жизнь в Нью-Йорке. Блуждая по городу, Кимми встречает пожилого и эксцентричного арендодателя Лилиан Кауштуппер (Кэрол Кейн) отличающуюся старомодными, ретроградными, сексистскими и расистскими взглядами и явно связанной с криминалом в прошлом. Кауштаппер предлагает Кимми пожить в подвальной квартире вместе с Титусом Андромедоном (урождённый Рональд Уилкерсон) (Титус Берджесс) афроамериканцем и геем, отличающемся мелодраматичным и эгоцентричным характером, живущим в своё удовольствие и пытающимся стать певцом и актёром. Однако Кимми должна найти работу, чтобы снять квартиру. При попытке устроиться на работу в ближайший кондитерский магазин Кимми видит мальчика, крадущего конфеты. Она приводит его обратно в его дом и в конечном итоге встречает его мать, Жаклин Вурхиз (урождённая Джеки Линн Уайт) (Джейн Краковски), меланхоличную, высокомерную, снисходительную, эгоцентричную и отстраненную трофейную жену и светскую львицу, скрывающую большую часть своей жизни своё индейское происхождение из народа лакота и выдающую себя за белую, голубоглазую блондинку, Жаклин принимает Кимми за няню, а Кимми ошибочно принимает её за человека, попавшего в культ. Вскоре после этого Жаклин нанимает Кимми в качестве няни для своего 10-летнего сына. По ходу первого сезона Кимми влюбляется во вьетнамца Донга (Ли Ки Хон) из её класса ООР, идет в суд, чтобы дать показания против преподобного, и обнаруживает, как мир изменился за 15 лет, которые она провела удерживаемая в заложниках преподобным в бункере.
Во втором сезоне Кимми надоело работать на Жаклин, и она устраивается в круглогодичный рождественский магазин, а затем водителем Uber. Она пытается забыть Донга, который вступил в фиктивный брак для получения грин-карты с пожилой и полной студенткой ООР и в конечном итоге был депортирован из страны. Поскольку Кимми пытается двигаться дальше, то же самое делают Титус и Жаклин, которые оба находят парней. Титус начинает встречаться со строителем Майки Политано (Майк Карлсен), а Жаклин начинает встречаться с адвокатом Рассом Снайдером (Дэвид Кросс). Жаклин также начинает принимать внутренне, но не внешне, своё индейское происхождение и решает победить команду «Washington Redskins», которой владеет отец её парня. Кимми помогает двум другим «женщинам-кротам» Гретхен и Синди, спасает Гретхен от присоединения к другому культу и выступает против свадьбы на телевидении Синди с геем в которого Синди была влюблена со школы. К концу второго сезона, Титус уезжает, чтобы выступать во время круиза на круизном лайнере, а Лилиан протестует против вторжения хипстеров в её район, в то время как Кимми примиряется со своей матерью (Лиза Кудроу) по совету своего психолога (Тиной Фей) и принимает телефонный звонок от преподобного из тюрьмы, где он говорит ей, что им нужно развестись.
В третьем сезоне Кимми разводится с преподобным, но попадает в затруднительное положение, когда узнает, что преданная поклонница (гостевая актриса Лаура Дерн) хочет выйти за него замуж. Получив ООР, Кимми решает поступить в колледж и по случайности, из-за хороших результатов на тренажёре по гребле, попадает в Колумбийский университет, где она пользуется популярностью, но из-за плохой успеваемости вынуждена его покинуть. Она заводит дружбу с Перри (Дэвид Диггс), студентом, изучающим философию и религию, который, как и Кимми, не вписывается в ряды богатых элитарных студентов Лиги плюща. Титус возвращается из круиза, скрывая некую тайну, и, решив вернуться домой к Майки с деньгами и работой, проходит прослушивание на «Улицу Сезам». Однако после того, как мужчина, прослушивающий Титуса, просит его совершить половой акт с марионеткой, Титус уходит и бежит домой к Майки. Однако Титус видит Майки с другим мужчиной и расстается с ним. Лилиан избирается в городской совет и пытается заблокировать строительство сети супермаркетов здоровых и натуральных продуктов «Big Naturals», опасаясь, что это приведет к джентрификации района. Позже она заводит отношения с владельцем сети супермаркетов Арти Гудманом (Питер Ригерт). Тем временем Жаклин и Расс реализуют свой план, чтобы заставить его семью изменить в названии слово «Redskins», поскольку оно является расистским по отношению к наследию народа лакота, а Титус добивается успеха, выпустив сингл «Boobs in California». В конце третьего сезона Титус клянется вернуть Майки и увести его от его нового бойфренда, Жаклин находит новую профессию, а Кимми и по случайному стечению обстоятельств устраивается на работу в технологический IT стартап.
В четвертом и последнем сезоне Кимми работает в технологической IT компании «Giztoob», основанной бывшим сокурсником Кимми по Колумбийскому университету, а Жаклин становится агентом по поиску талантов и работает в том же коворкинге, что и работодатель Кимми компания «Giztoob», и представляет Титуса в качестве его агента. После выступления в спектакле против издевательств в средней школе Титус устраивается на работу режиссёром школьного спектакля и, пытаясь произвести впечатление на Майки, притворяется, что пишет сценарий и снимается в супергеройском сериале под названием «Плащевик» с Грегом Киннером в главной роли. Между тем, бойфренд Лилиан Арти умирает, и она становится ответственной за траст его взрослой дочери. Кимми решает встреться и подружиться с ещё одной из «женщин-кротов» с Донной Марией, которая сейчас является успешной бизнес-леди. Возмущенная и вдохновленная борцами за права мужчин, Кимми пишет детскую книгу, которая расширяет права и возможности девочек и призывает мальчиков быть добрыми; к концу четвёртого сезона Кимми добивается успеха как детский писатель. В четвёртом сезоне есть две экспериментальные серии, отходящих от основного сюжета. В первой серии, бывший золотоискатель и альфонс Дуг который был отвергнут Жаклин, также известный как DJ Fingablast, создает псевдододокументальный фильм под названием «Party Monster: Scratching the Surface», в котором преподобный выставляется в положительном свете, а Кимми и другие «женщины-кроты» в негативном. Вторая серия представляет собой альтернативную вселенную, в которой Кимми никогда не похищает преподобный, Титус не проходит прослушивание на «Короля Льва» в 1998 году, Жаклин не выходит замуж за Джулиана Вурхиза, а Лилиан управляет латиноамериканской уличной бандой. Сериал завершается тем, что каждый из четырёх главных героев добивается успеха и своих целей в новых начинаниях.
В финальном спецвыпуске сериала «Несгибаемая Кимми Шмидт: Кимми против преподобного» за три дня до своей свадьбы с принцем из Англии Фредериком (Дэниел Рэдклифф) Кимми обнаруживает книгу, спрятанную в потайном кармане внутри своего рюкзака, в стиле «Choose Your Own Adventure», которую она никогда не видела, и которая была изъята из школьной библиотеки уже через шесть лет после того, как Кимми похитил преподобный. Она решает отправиться в тюрьму в Дюрансвиль, штат Индиана, чтобы допросить преподобного, который проговаривается Кимми, что у него есть второй подземный бункер в Западной Вирджинии. Используя информацию, полученную от преподобного, и название библиотеки, из которой была взята книга, Кимми и Титус отправляются на поиски второго бункера. Их путешествие становится ещё более важным, когда они узнают, что преподобный сбежал из тюрьмы и сам направляется к бункеру. Оставшись одна на съёмках нового фильма в котором снимается Титус, Жаклин пытается сохранить от всех в секрете, что Титус ушёл из производственного процесса. Лилиан убеждает Фредерика усвоить несколько жизненных уроков, прежде чем он свяжет себя узами брака. Кимми и Титус в конце концов разлучаются, когда Кимми находит преподобного и преследует его. Ей удается догнать его, когда он спотыкается о ветку и серьёзно повреждает лодыжку. Когда он утверждает, что не может вспомнить, где находится подземный бункер, Кимми решает оказать ему первую помощь и наложить ему на рану шину из дерева, и в процессе поиска подходящего дерева случайно обнаруживает дверь в подземный бункер. Кимми освобождает женщин, а преподобного через какое то время убивают в тюрьме. Позже Кимми выходит замуж за принца Фредерика на свадьбе, организованной бывшей падчерицей Жаклин Ксантиппой.

## Актёры и персонажи
Основной состав
- Элли Кемпер в роли Кимберли «Кимми» Кугар Шмидт[англ.][5]
- Титусс Бёрджесс в роли Титуса Андромедона[англ.][5]
- Кэрол Кейн в роли Лилиан Доломит Кауштуппер[англ.][6]
- Джейн Краковски в роли Жаклин Уайт[англ.] (ранее Вурхиз; урождённая Джеки Линн Уайт)[7]

Второстепенный состав
- Сара Чейз[англ.] в роли Синди Покорни
- Лорен Адамс[англ.] в роли Гретхен Чалкер
- Сол Миранда[англ.] в роли Донны Марии Нуньес
- Дилан Гелула[англ.] в роли Ксантиппы Ланнистер Вурхиз
- Адам Кэмпбелл в роли Логана Бикмана
- Ли Ки Хон в роли Донга Нгуена
- Тина Фей и Джерри Малой в ролях Марши и Криса
- Джон Хэмм в роли преподобного Ричарда Уэйна Гэри Уэйна

## Эпизоды
Основная статья: Список эпизодов телесериала «Несгибаемая Кимми Шмидт»
| Сезон | Сезон      | Эпизоды    | Эпизоды        | Оригинальная дата выхода |
| ----- | ---------- | ---------- | -------------- | ------------------------ |
|       | 1          | 13         | 13             | 6 марта 2015             |
|       | 2          | 13         | 13             | 15 апреля 2016           |
|       | 3          | 13         | 13             | 19 мая 2017              |
|       | 4          | 12         | 6              | 30 мая 2018              |
| 6     | 4          | 12         | 25 января 2019 |                          |
|       | Спецвыпуск | Спецвыпуск | Спецвыпуск     | 12 мая 2020              |

## Награды и номинации
- 2015 — 7 номинаций на премию «Эмми»: лучший комедийный сериал, лучшая мужская роль второго плана в комедийном сериале (Титусс Бёрджесс), лучшая женская роль второго плана в комедийном сериале (Джейн Краковски), лучший приглашённый актёр в комедийном сериале (Джон Хэмм), лучшая приглашённая актриса в комедийном сериале (Тина Фей), лучший кастинг для комедийного сериала (Дженнифер Юстон, Мередит Такер), лучшая координация каскадёров в комедийном сериале (Джилл Браун).
- 2016 — 4 номинации на премию «Эмми»: лучший комедийный сериал, лучшая женская роль в комедийном сериале (Элли Кемпер), лучшая мужская роль второго плана в комедийном сериале (Титусс Бёрджесс), лучший кастинг для комедийного сериала (Синди Толан).
- 2016 — номинация на премию Гильдии киноактёров США за лучшую женскую роль в комедийном сериале (Элли Кемпер).
- 2016 — две премии «Грейси» лучшую женскую роль в комедийном сериале (Элли Кемпер) и за лучшую приглашённую женскую роль (Тина Фей).
- 2016 — номинация на премию «Спутник» за лучший комедийный сериал.
- 2017 — 5 номинаций на премию «Эмми»: лучший комедийный сериал, лучшая женская роль в комедийном сериале (Элли Кемпер), лучшая мужская роль второго плана в комедийном сериале (Титусс Бёрджесс), лучшая оригинальная музыка и лирика (за песню «Hell No»), лучшая координация каскадёров в комедийном сериале (Джилл Браун).
- 2017 — две номинации на премию Гильдии киноактёров США за лучшую женскую роль в комедийном сериале (Элли Кемпер) и за лучшую мужскую роль в комедийном сериале (Титусс Бёрджесс).
- 2017 — две номинации на премию «Спутник» за лучший комедийный сериал и за лучшую женскую роль в комедийном сериале (Элли Кемпер).
- 2018 — две номинации на премию «Эмми» за лучший комедийный сериал и за лучшую мужскую роль второго плана в комедийном сериале (Титусс Бёрджесс).
- 2018 — две номинации на премию «Выбор критиков» за лучшую женскую роль в комедийном сериале (Элли Кемпер) и за лучшую мужскую роль второго плана в комедийном сериале (Титусс Бёрджесс).
- 2018 — премия «Грейси» за лучший актёрский ансамбль.
- 2018 — номинация на премию «Спутник» за лучшую женскую роль в комедийном сериале (Элли Кемпер).
- 2019 — номинация на премию «Спутник» за лучшую женскую роль в комедийном сериале (Элли Кемпер).